# Sanoe Lake
Pour les articles homonymes, voir Lake.
Sanoe Lake (née le 19 mai 1979 à Kauai, Hawaii, États-Unis) est une actrice américaine.

## Filmographie
- 2002 : Blue Crush : Lena
- 2002 : Women of the Beach : Elle-même
- 2005 : Sol Sirens : Elle-même
- 2005 : Cruel World : Ruby
- 2007 : Rolling : Rain
- 2008 : Half-Life : Pamela Wu
- 2008 : Creature of Darkness : Gina